# 芭芭拉·帕門爾
芭芭拉·帕門爾（Barbara Palmer，1640年11月27日—1709年10月9日），未婚時姓名為芭芭拉·威里爾斯（Barbara Villiers），克里夫蘭女公爵，卡索梅恩伯爵夫人，也是英格蘭國王查理二世的官方王室情婦。

## 生平
1649年查理一世遭處決後，威里爾斯家族暗地支持其子查理。
1659年芭芭拉與羅傑·帕門爾結婚，翌年成為查理二世的情婦，為嘉勉威里爾斯家族的忠誠，查理二世冊封羅傑·帕門爾為第一代卡索梅恩伯爵。
在波茲茅絲女公爵取代她官方王室情婦的地位前，她在宮廷有相當大的影響力，甚至被人稱作「無冕王后」。

## 後裔
克里夫蘭女公爵與查理二世之間有五名子女：
- 安·斐茲洛伊，薩斯賽克伯爵夫人
- 查爾斯·斐茲洛伊，第二代克里夫蘭公爵
- 亨利·斐茲洛伊，第一代葛拉夫頓公爵
- 喬治·斐茲洛伊，第一代諾森伯蘭公爵
- 芭芭拉·斐茲洛伊（英语：Lady Barbara FitzRoy）